# قوانين وأعراف أرض الميعاد في اليهودية
قوانين وأعراف أرض الميعاد: هي قوانين يهودية تتضمن الوصايا المتعلقة بالأرض (بالعبرية: מצוות התלויות בארץ Mitzvot Ha'teluyot Be'aretz) والعديد من الوصايا الأخرى اللتي طُبقت وتطبق في أرض الميعاد.

## التصنيفات
وفقًا لوجهة نظر معيارية، فإن 26 من أصل 613 من الوصايا «المتسفوت» تتطبق في أرض الميعاد[1]. ويمكن تصنيف القوانين والأعراف على النحو التالي:
- القوانين التي كانت سارية في زمن الهيكل في القدس والمتعلقة بخدمة الهيكل: هذه القوانين تتعلق بذبيجة الفصح خلال عيد الفصح، وجلب البواكير إلى القدس، والحج كل ثلاث سنوات إلى القدس؛ تم تطبيق الاختبار على الزوجة المشتبه في عدم إيمانها («سوتا»)؛ كل الذبائح والخدمات اللاوية الكهنوتية.
- القوانين المتعلقة بالحكومة المدنية والعسكرية اليهودية: مثل تلك التي تتعلق بالملك، والعهود مع الدول الأجنبية، وإجراء التعداد السكاني، والشؤون العسكرية.
- قوانين حصاد الأرض: تقديم بواكير الحصاد للكهنة، عشور اللاويين، حق الفقراء في المحاصيل والحزم المنسية والقمح التي لم يحصد في زوايا الحقل؛ استخدام الأشجار الصغيرة (محظور خلال السنوات الثلاث الأولى)، وخلط أنواع مختلفة من الخضار "Kil'ayim"(هي المحظورات في الشريعة اليهودية التي تحظر زرع خليط معينة من البذور وتطعيم، وخلط النباتات في الكروم، تهجين الحيوانات)، السنة السبتية.
- قوانين الصحة: أنظمة الحجر الصحي، نجاسة وطهارة الأشخاص، المساكن والكسوة وفحصها من قبل كاهن مؤهل.
- القوانين المتعلقة بوظائف ال«سنهدريم» في الدولة اليهودية: تقديس القمر الجديد وترتيب التقويم، شرائع اليوبيل ونفخ الشوفار في يوم كيبور لإعلان اليوبيل. قوانين الخدم اليهود؛ الحق في بيع السارق إذا لم يعوض عن سرقته، اللوائح الخاصة بمدن الملجأ، العقوبات الجسدية والغرامات (توقفت عقوبة الإعدام قبل سبعين عامًا من تدمير الهيكل الثاني، بسبب تجاوزات الحكم الروماني، الذي بدأ في تأكيد نفوذه في يهودا).

## ما يقدم للكهنة
- البواكير (أوائل الثمار)
- قرص العجين (القرص الي يؤخذ من العجين ويقدم للكهنة)
- التروما (نصيب الكهنة من الحبوب والزيوت وعصير العنب) يقومون بفصله عن باقي المحصول وتقديمه للكهنة من نسل هارون
- العُشر الأول (يقوم اليهود بفصله ويمنحونه للاويين)
- معشر ريشون (يقوم اللاويون بفصله ويعطون للكهنة من نسل هارون)

## ما يقدم للفقراء
- بقايا المحاصيل (leḳeṭ)
- الحزم المنسية (shiḫḥah)
- الزوايا غير المحصودة (pe’ah)
- العنب التساقط (pereṭ)
- عناقيد العنب ذات النمو غير الطبيعي (ʻolelot)
- عشر الفقير (ma'aser ʻanī) - فصلتها إسرائيل عن المحصول وأعطيت للفقراء مرتين في دورة مدتها سبع سنوات

## القدسية بالنسبة لأأرض الميعاد
- تحريم الأنواع المختلفة (kila’ei zeraʻim)
- تحريم أكل حبوب القمح الجديدة إلا بعد أول عيد الفصح (ḥadash).
- الامتناع لمدة ثلاث سنوات عن أكل فاكهة الشجر حتى تدخل الشجرة عامها الرابع (ʻorlah).
- غرس الأشجار في السنة الرابعة، والتي تؤكل ثمارها في القدس (netaʻ revaʻī)، أو تُفتدى قبل أن تؤكل في أرض إسرائيل [2] [3]
- العشر الثاني الذي يأكلونه داخل أسوار القدس (maʻaser shenī)
- السنة السبتية التفرغ، لا تشمل فقط توقف العمل في الحقول، بل تشمل أيضا القوانين التي تحكم نضوج المحصول (shmiṭa)
- اليوبيل (yovel)

## الفروق الحاخامية
بعد تدمير القدس، أصبحت جميع القوانين الخاصة لأرض الميعاد بالية وفقًا لتأويل متشدد  لشريعة موسى. ومع ذلك، فإن الحاخامات اللذين يرغبون في الحفاظ على التمييز بين أرض إسرائيل وبقية العالم، ولأسباب أخرى مذكورة أدناه، أبقوا على بعض القوانين الخاصة سارية المفعول. يتم التعرف على هذه على أنها " derabbanan " (بحكم الحاخامات) على عكس " de-Oraita " (بحكم شريعة موسى).
لقد تم سن قوانين أرض إسرائيل التي تم تمديدها بعد النفي لغرض حماية الإدارة القضائية والمصالح الاقتصادية للأرض، وبهدف تشجيع الاستيطان هناك. وبقيت "semikhah" في يد القضاء، ولها صلاحية إيقاع عقوبة الجلد والغرامة، وإعلان رأس الشهر بشهادة الشهود. (انظر التقويم العبري). لكن قوة ال«سنهدريم» كانت قصيرة الأمد نتيجة الاضطهاد المتواصل الذي دفع التلموديين إلى بابل حيث تم قبول التقويم الثابت في كل مكان، ومع ذلك ظل هناك فرق بين أرض إسرائيل وبقية العالم فيما يتعلق بالاحتفال باليوم الثاني من العُطل.
إذا ادعى شخص غير يهودي يعيش في أرض الميعاد أنه تحول إلى اليهودية فإن ادعاءه صحيح؛ لكن نفس الادعاء الذي سيقدمه أحد  الأشخاص من غير الديانة اليهودية الذين يعيشون في الخارج لن يُقبل إلا بتأييد شهود. [4]
وكذلك بالنسبة للطلاق الذي يوقعه شهود داخل أرضهم، يكون ساري المفعول بناء على الأدلة الظاهرة، لكن ان حدث هذا الطلاق  في الخارج، فلم يكن ساري المفعول ما لم يتم التحقق منه من خلال الشهادة الشفوية لشهود التوقيع أمام الحاخامية على أنه «كتب ووقع في حضورنا».

## القيود
- يمنع على الحاخامات تصدير المؤن التي تعتبر ضروريات الحياة مثل: الفاكهة والنبيذ والزيوت والحطب، وأمروا ببيع هذه المؤن مباشرة للمستهلك لتوفير الربح للسمسار (الوسيط)[6]. كما تم توجيه مرسوم آخر ضد تربية المواشي الصغيرة (الأغنام والماعز) باستثناء الغابات أو الأراضي القاحلة، من أجل الحفاظ على الأراضي المزروعة من الأذى. [7]
- لتأمين اعداد كافية من العبيد، [بحاجة لمصدر] تم تطبيق القانون الموسوي (شريعة موسى) الذي ينص على حرية العبد الذي هرب من سيده (تث 23:15) ويطبق هذا القانون على العبد الهارب من أراضي أخرى وليس على العبد الهارب من أرض الميعاد. [8]

## الاستيطان في أرض الميعاد
تم صدور مرسوم لصالح المستوطنين يقضي بيترك صاحب بلدة في الأرض طريقًا عامًا على جميع جوانب البلدة الأربعة، وأن اليهودي اللذي يرغب  بشراء ممتلكات عقارية من عشيرة ما في أرض الميعاد قد يمكنه إبرام العقد يوم السبت لتسهيل الصفقة، على الرغم من أن مثل هذا الإجراء محظور في اراض أخرى.
تعتبر الإقامة في أرض الميعاد إقامة دائمة على الفور. على سبيل المثال، لا يحتاج المنزل المؤجر خارج إسرائيل إلى mezuzah(كلمات توضع على أبواب البيوت) خلال الثلاثين يومًا الأولى، حيث يعتبر الإيجار مؤقتًا للشهر الأول، لكن في الاراض أخرى يكون وضع الميزوزة (mezuzah) إلزاميًا وعلى الفور. [10]
كان الهدف من تنظيم الهجرة من وإلى أرض الميعاد هو الحفاظ على الاستيطان.فيجب على المرء ألا يهاجر ما لم تصل ضرورات الحياة إلى ثمن " sela " (شيكلان اثنان) مقابل ضعف الكمية من القمح، وما لم يكن من الصعب الحصول عليها في ذلك الوقت. [11] ويجوز لأي شخص أن يجبر زوجته تحت طائلة الطلاق على الذهاب معهم والاستقرار في الأرض، وهذا لا ينطبق على أي سفر آخر. [12]
العادات
إلى جانب هذه الاختلافات القانونية كانت هناك اختلافات كثيرة- خاصة في الفترات المبكرة- بين الممارسات اليهودية في إسرائيل وبابل (واللتي يطلق عليها أحيانًا «الشرق»).هذا كما أن هناك من يقول أنها خمسون واخرين يقولون أنها خمسة وخمسون، ومن أهم هذه الاخنلافات:
- صوم يوم عيد المساخر  في ذكرى اضطهاد اليهود في الإسكندرية من قبل الجنرال اليوناني نيكانور قبل هزيمته على يد المكابيين[13]
- دورة قراءة التوراة، تكتمل في ارض الميعاد خلال مدة  ثلاث سنوات أو ثلاث سنوات ونصف، بينما وفي أي مكان آخر تكتمل خلال عام واحد.
- في أرض الميعاد، تم تكريم أحد المصلين بالسماح له بأخذ المخطوطة من فلك نوح، وتم تكريم آخر بالسماح له بإعادتها إلى مكانها ("hotza'ah" و"hakhnasah")، بينما في أي مكان آخر تعتبر إعادة إلمخطوطة إلى الفلك فقط تكريما.
- في أرض الميعاد، يشكل سبعة أشخاص مينيان للكاديش والبركات، بينما في أماكن أخرى، يطلب ما لا يقل عن عشرة أشخاص.
- في أرض الميعاد، تم الإعلان عن يوم السبت بعد ظهر كل يوم جمعة بثلاثة عفخات في الشوفاربينما لا يتم ذلك في مكان آخر.
- في أرض الميعاد، لا يسمح بحمل النقود يوم السبت، في مكان آخر قد يحمل المرء نقودًا في ذلك اليوم.
- تميزت مراسم الزواج في إسرائيل بتقديس الخاتم الذي يقدمه العريس للعروس. في بابل كان الخاتم «لم يكن في الأفق» (هذه العبارة غامضة، ويفسرها البعض على أنها تعني أن عرض الخاتم لم يحدث علنًا في المعبد ولكن في مكان خاص. . 12]).
- في أرض الميعاد، تم تطبيق القانون الذي يقضي بعدم السماح للأرملة التي لديها طفل رضيع بالزواج الا بعد أربعة وعشرين شهرًا من وفاة زوجها خوفًا من أن يقتل أطفالها حتى لو مات الطفل خلال تلك الفترة. بينما في بابل سُمح لها بالزواج خلال ذلك الوقت إذا مات الطفل.
- في أرض الميعاد، يكون الحداد على أي طفل، بينما في بابل يكون الحداد على من هم أكبر من ثلاثين يومًا.
- في أرض الميعاد، يسمح للطالب بتحية معلمه بعبارة «السلام عليك أيها المعلم»، بينما في بابل فقط عندما تُعرّف المعلمة على التلميذ لأول مرة.

كان الاختلاف الآخر بين مدارس القدس والمدارس البابلية في درجات الثقة المبينة في العلاجات والسحر الخارق.  حيث أن تلاميذ القدس يؤمنون بذلك بنسبة أقل من التلاميذ البابليين، على وجه الخصوص، بتخوف من هم في أرض الميعاد من حدوث الأرقام الزوجية، والمعروفة باسم " zugot".